# (13121) Tisza
(13121) Tisza ist ein Asteroid des Hauptgürtels, der am 7. Februar 1994 vom belgischen Astronomen Eric Walter Elst am La-Silla-Observatorium (IAU-Code 809) der Europäischen Südsternwarte in Chile entdeckt wurde.
Der Asteroid wurde am 26. Juli 2000 nach dem ungarischen Namen der Theiß benannt, des mit 966 Kilometern längsten Nebenflusses der Donau. Sie entsteht in den Waldkarpaten der Ukraine, durchfließt Ungarn und Serbien und mündet unterhalb von Novi Sad in die Donau.